# Tip en Tap (mascottes)
Tip en Tap zijn de mascottes van het Wereldkampioenschap voetbal 1974, dat werd gehouden in West-Duitsland.
De twee zijn blanke jongens met een wit shirt. Zij dragen zwarte kousen en een zwarte broek, verwijzend naar het shirt van het Duits voetbalelftal. Op het shirt van Tap staat met zwarte cijfers 74, op het shirt van Tip staat WM (afkorting van Weltmeisterschaft, Nederlands: Wereldkampioenschap). De namen van Tip en Tap zijn afkomstig van de Duitse benaming voor poten, het voet voor voet beslechten van een bepaalde keuze. Tap heeft blond haar, Tip's haar is zwart. Hij heeft bovendien in zijn rechterhand een witte voetbal. Beide hebben rode wangen.
1966: Willie ·
1970: Juanito ·
1974: Tip en Tap ·
1978: Gauchito ·
1982: Naranjito ·
1986: Pique ·
1990: Ciao ·
1994: Striker ·
1998: Footix ·
2002: Ato, Kaz en Nik ·
2006: Goleo VI ·
2010: Zakumi ·
2014: Fuleco ·
2018: Zabivaka ·
2022: La'eeb